# Sonate K. 240
La sonate K. 240 (F.188/L.S.29) en sol majeur est une œuvre pour clavier du compositeur italien Domenico Scarlatti.

## Présentation
La sonate K. 240 en sol majeur, notée Allegro, est la première d'une paire formée avec la sonate K. 241 — une gigue. Elle est plus longue que la plupart des sonates. Le thème espagnol qui vient au cœur de la sonate est soigneusement préparé par des séquences qui se reproduisent symétriquement dans la seconde partie.

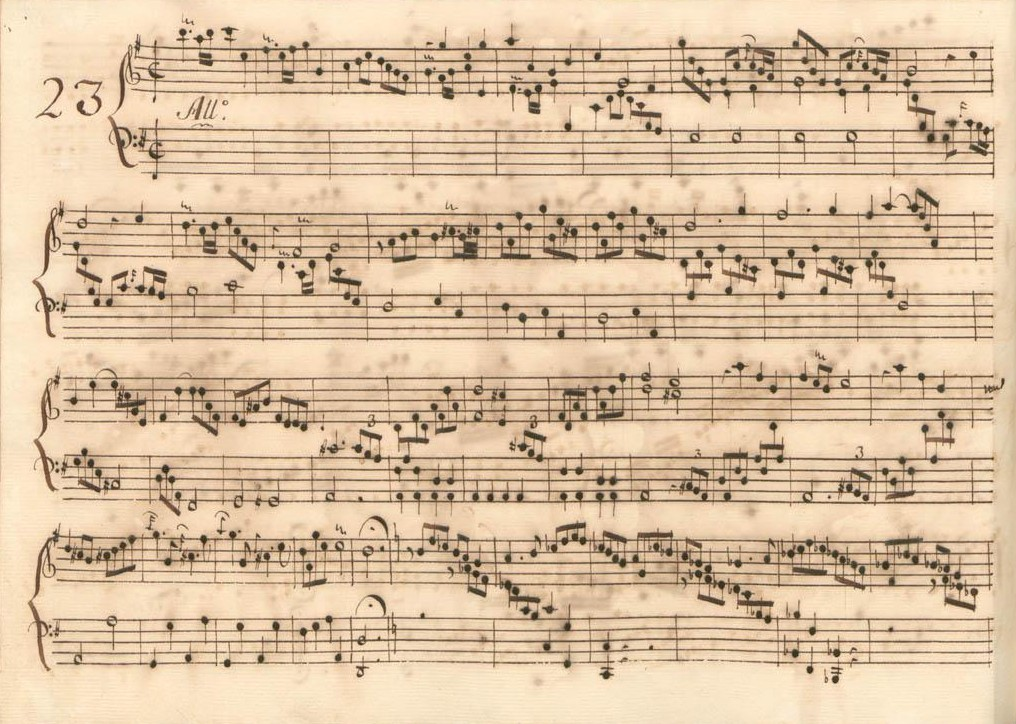
Début de la sonate, extraite du volume V du manuscrit de Parme.

Le manuscrit principal est le numéro 5 du volume IV de Venise (1753), copié pour Maria Barbara ; les autres sources manuscrites étant Parme V 23 et Münster II 21.

## Interprètes
La sonate K. 240 est interprétée au piano notamment par Carlo Grante (2009, Music & Arts, vol. 2), Goran Filipec (2017, Naxos, vol. 19) ; au clavecin par Scott Ross (1985, Erato), Rafael Puyana (HM), Richard Lester (2002, Nimbus, vol. 2) et Pieter-Jan Belder (Brilliant Classics, vol. 6).

## Sources
: document utilisé comme source pour la rédaction de cet article.
- Ralph Kirkpatrick (trad. de l'anglais par Dennis Collins), Domenico Scarlatti, Paris, Lattès, coll. « Musique et Musiciens », 1982 (1re éd. 1953 (en)), 493 p. (OCLC 954954205, BNF 34689181).
- Alain de Chambure, « Domenico Scarlatti : Intégrale des sonates — Scott Ross », p. 204, Erato (2564-62092-2), 1985 (OCLC 891183737) .